# Sievi
Sievi es un municipio de Finlandia situado en la región de Ostrobotnia del Norte. Tiene una población estimada, a fines de febrero de 2025, de 4597 habitantes.
Tiene una superficie total de 799.88 km² de los cuales 13.48 km² están cubiertos de agua.